# Distrito de Morges
El distrito de Morges es uno de los diez distritos del cantón de Vaud. Su capital es la ciudad de Morges.

## Geografía
Limita al norte con el distrito de Jura-Nord vaudois, al este con los de Gros-de-Vaud y Ouest lausannois, al sur con el departamento de Alta Saboya (Francia), y al suroeste con el distrito de Nyon.
Una parte del lago Lemán hace parte del distrito. A partir del 1 de enero de 2008, el distrito de Morges fue modificado gracias a la reforma administrativa llevada a cabo en el cantón de Vaud. El nuevo distrito no incluye las comunas de Bussigny-près-Lausanne, Chavannes-près-Renens, Ecublens, Saint-Sulpice y Villars-Sainte-Croix que antes hicieron parte del distrito de Morges y que ahora forman parte del distrito del Ouest lausannois. Además el distrito incluyó una parte de las comunas de los antiguos distritos de Rolle, Cossonay y Aubonne.

## Comunas (desde 2008)
| Distrito de Morges  | Distrito de Morges     | Distrito de Morges |
| Comunas             | Población (31.12.2014) | Superficie km²     |
| ------------------- | ---------------------- | ------------------ |
| Aclens              | 537                    | 3.90               |
| Allaman             | 402                    | 2.60               |
| Apples              | 1338                   | 12.93              |
| Aubonne             | 3065                   | 6.87               |
| Ballens             | 507                    | 8.48               |
| Berolle             | 299                    | 9.60               |
| Bière               | 1538                   | 25.01              |
| Bougy-Villars       | 446                    | 1.77               |
| Bremblens           | 493                    | 2.90               |
| Buchillon           | 615                    | 2.13               |
| Bussy-Chardonney    | 388                    | 3.05               |
| Chavannes-le-Veyron | 127                    | 2.63               |
| Chevilly            | 250                    | 3.87               |
| Chigny              | 332                    | 0.90               |
| Clarmont            | 155                    | 1.00               |
| Cossonay            | 3620                   | 8.29               |
| Cottens             | 474                    | 2.36               |
| Cuarnens            | 435                    | 7.14               |
| Denens              | 699                    | 3.29               |
| Denges              | 1625                   | 1.66               |
| Dizy                | 222                    | 3.04               |
| Echandens           | 2415                   | 3.88               |
| Echichens           | 2582                   | 2.58               |
| Eclépens            | 1014                   | 5.81               |
| Etoy                | 2885                   | 4.91               |
| Féchy               | 861                    | 2.70               |
| Ferreyres           | 301                    | 3.15               |
| Gimel               | 1921                   | 18.89              |
| Gollion             | 812                    | 5.44               |
| Grancy              | 388                    | 5.69               |
| La Chaux (Cossonay) | 422                    | 6.75               |
| La Sarraz           | 2512                   | 7.71               |
| Lavigny             | 930                    | 4.00               |
| L'Isle              | 1004                   | 16.21              |
| Lonay               | 2501                   | 3.71               |
| Lully               | 764                    | 2.05               |
| Lussy-sur-Morges    | 652                    | 2.34               |
| Mauraz              | 49                     | 0.50               |
| Moiry               | 263                    | 6.67               |
| Mollens             | 288                    | 11.00              |
| Montherod           | 517                    | 4.97               |
| Mont-la-Ville       | 373                    | 19.75              |
| Montricher          | 933                    | 25.98              |
| Morges              | 15 465                 | 3.85               |
| Orny                | 366                    | 5.56               |
| Pampigny            | 1103                   | 11.09              |
| Pompaples           | 840                    | 4.45               |
| Préverenges         | 5218                   | 1.86               |
| Reverolle           | 356                    | 1.18               |
| Romanel-sur-Morges  | 439                    | 1.75               |
| Saint-Livres        | 699                    | 8.12               |
| Saint-Oyens         | 326                    | 3.05               |
| Saint-Prex          | 5451                   | 5.52               |
| Saubraz             | 392                    | 3.70               |
| Senarclens          | 441                    | 3.97               |
| Sévery              | 223                    | 2.38               |
| Tolochenaz          | 1815                   | 1.59               |
| Vaux-sur-Morges     | 195                    | 2.10               |
| Villars-sous-Yens   | 571                    | 3.04               |
| Vufflens-le-Château | 825                    | 2.14               |
| Vullierens          | 457                    | 6.84               |
| Yens                | 1328                   | 9.51               |
| Total (62)          | 78 464                 | 372.96             |

## Cambios desde 2008

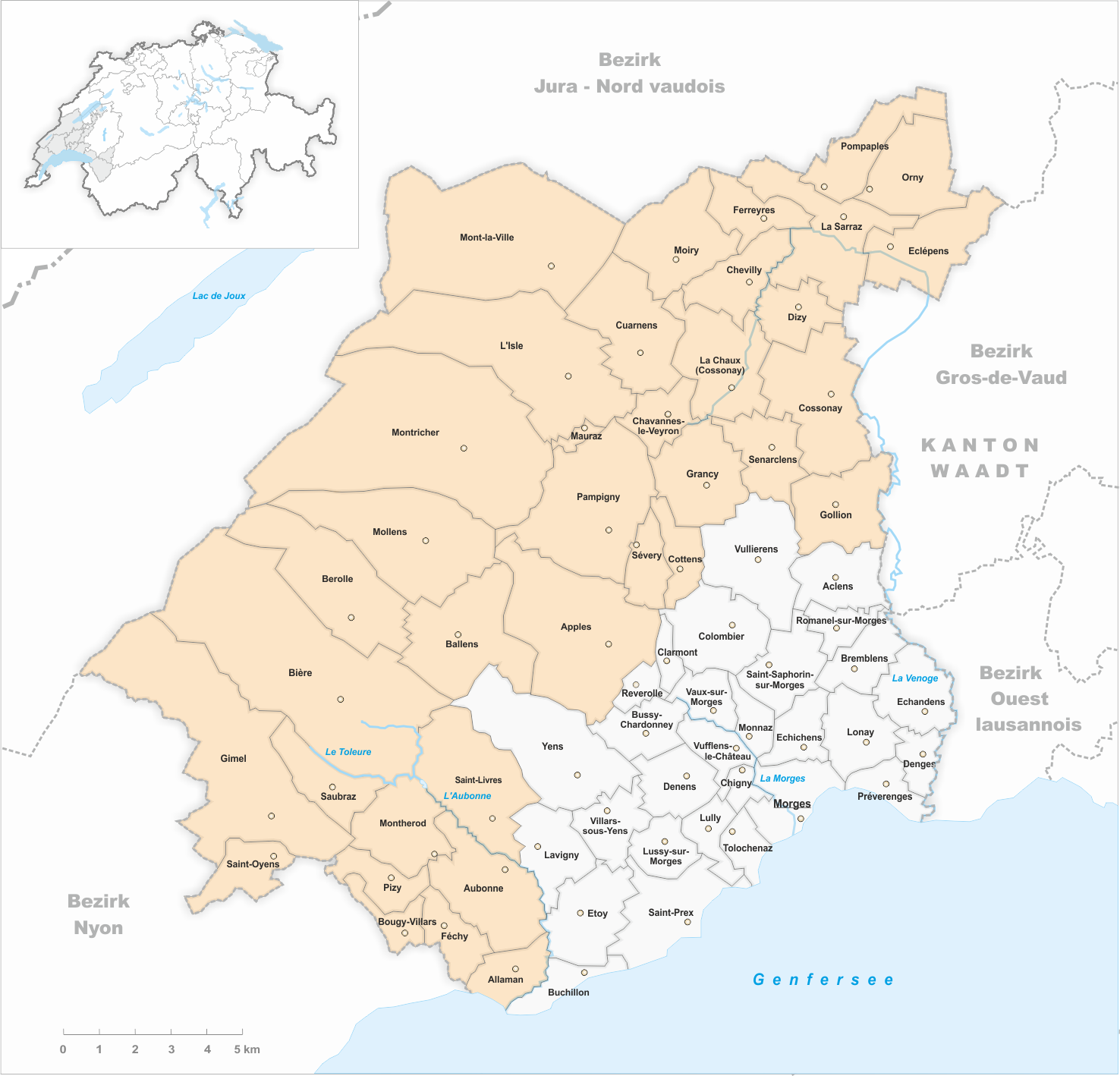
Comunas desde 2008
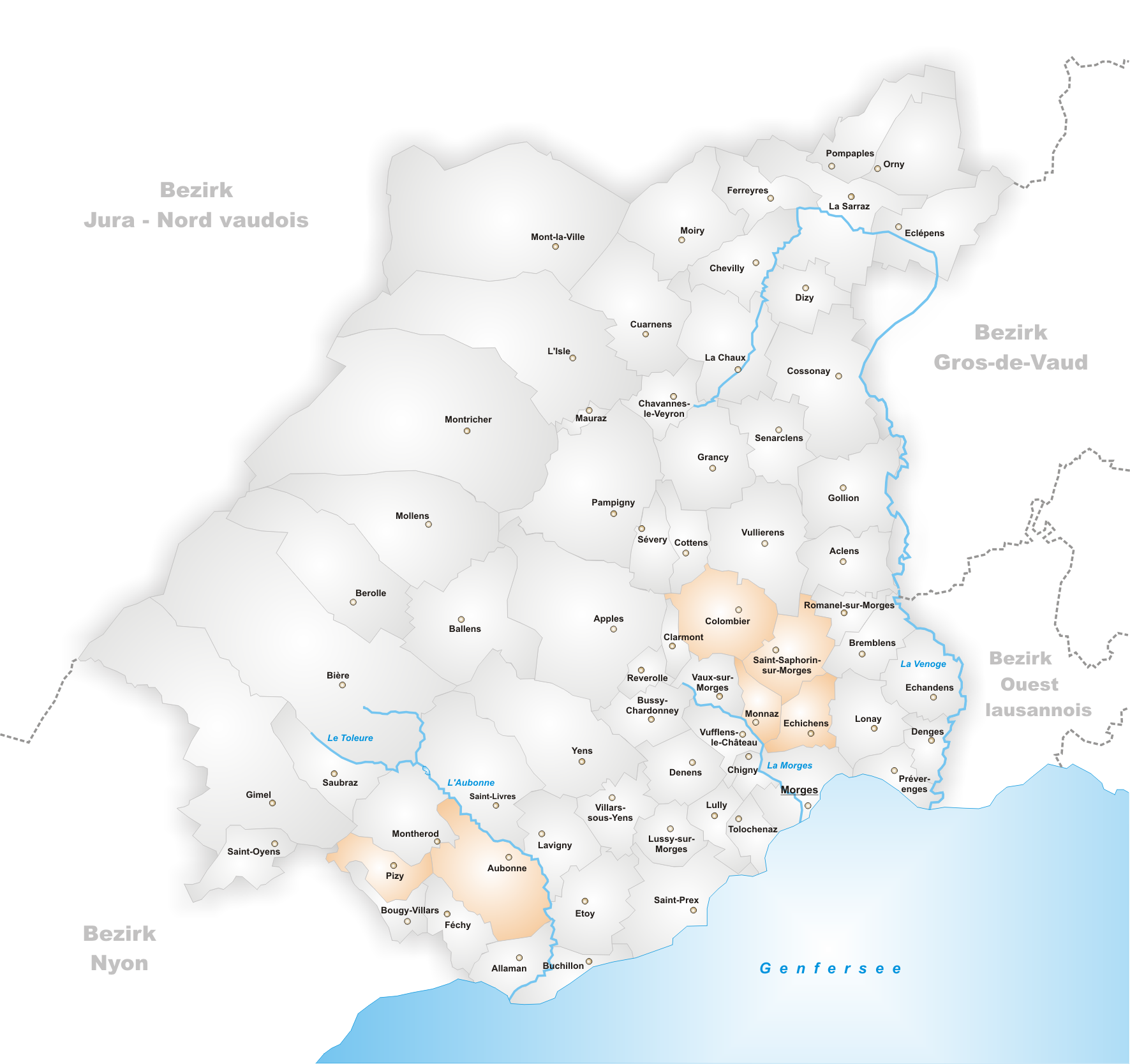
Comunas hasta junio 2011

- 1 de enero de 2008: Cambio de distrito de las comunas de Apples, Aubonne, Ballens, Berolle, Bière, Bougy-Villars, Féchy, Gimel, Mollens, Montherod, Pizy, Saint-Livres, Saint-Oyens y Saubraz del distrtio de Aubonne → distrito de Morges
- 1 de enero de 2008: Cambio de distrito de las comunas de Chavannes-le-Veyron, Chevilly, Cossonay, Cottens, Cuarnens, Dizy, Eclépens, Ferreyres, Gollion, Grancy, La Chaux (Cossonay), La Sarraz, L'Isle, Mauraz, Moiry, Mont-la-Ville, Montricher, Orny, Pampigny, Pompaples, Senarclens y Sévery del distrito de Cossonay → distrito de Morges
- 1 de enero de 2008: Cambio de distrito de la comuna de Allaman del distrito de Rolle → distrito de Morges
- 1 de julio de 2011: Aubonne y Pizy → Aubonne
- 1 de julio de 2011: Colombier, Echichens, Monnaz y Saint-Saphorin-sur-Morges → Echichens

## Comunas (hasta 2007)
| Círculo de Colombier      | Círculo de Colombier   | Círculo de Colombier | Círculo de Colombier |
| Comuna                    | Población (31.12.2007) | Superficie en km²    |                      |
| ------------------------- | ---------------------- | -------------------- | -------------------- |
| Aclens                    | 389                    | 3.92                 |                      |
| Chigny                    | 266                    | 0.89                 |                      |
| Clarmont                  | 143                    | 1.02                 |                      |
| Colombier                 | 470                    | 5.28                 |                      |
| Echichens                 | 1035                   | 2.56                 |                      |
| Monnaz                    | 400                    | 1.61                 |                      |
| Reverolle                 | 343                    | 1.17                 |                      |
| Romanel-sur-Morges        | 462                    | 1.75                 |                      |
| Saint-Saphorin-sur-Morges | 405                    | 3.85                 |                      |
| Vaux-sur-Morges           | 166                    | 2.10                 |                      |
| Vufflens-le-Château       | 703                    | 2.14                 |                      |
| Vullierens                | 407                    | 6.84                 |                      |

| Círculo de Ecublens    | Círculo de Ecublens    | Círculo de Ecublens | Círculo de Ecublens |
| Comuna                 | Población (31.12.2007) | Superficie en km²   |                     |
| ---------------------- | ---------------------- | ------------------- | ------------------- |
| Bremblens              | 428                    | 2.92                |                     |
| Bussigny-près-Lausanne | 7641                   | 4.82                |                     |
| Chavannes-près-Renens  | 6086                   | 1.65                |                     |
| Denges                 | 1441                   | 1.67                |                     |
| Echandens              | 2064                   | 3.87                |                     |
| Ecublens               | 10'239                 | 5.71                |                     |
| Lonay                  | 2291                   | 3.71                |                     |
| Préverenges            | 4508                   | 1.84                |                     |
| Saint-Sulpice          | 2927                   | 1.85                |                     |
| Villars-Sainte-Croix   | 660                    | 1.66                |                     |

| Círculo de Morges | Círculo de Morges      | Círculo de Morges | Círculo de Morges |
| Comuna            | Población (31.12.2007) | Superficie en km² |                   |
| ----------------- | ---------------------- | ----------------- | ----------------- |
| Morges            | 14'081                 | 3.86              |                   |
| Tolochenaz        | 1682                   | 1.58              |                   |

| Círculo de Villars-sous-Yens | Círculo de Villars-sous-Yens | Círculo de Villars-sous-Yens | Círculo de Villars-sous-Yens |
| Comuna                       | Población (31.12.2007)       | Superficie en km²            |                              |
| ---------------------------- | ---------------------------- | ---------------------------- | ---------------------------- |
| Buchillon                    | 588                          | 2.11                         |                              |
| Bussy-Chardonney             | 363                          | 3.10                         |                              |
| Denens                       | 651                          | 3.27                         |                              |
| Etoy                         | 2484                         | 4.93                         |                              |
| Lavigny                      | 763                          | 4.01                         |                              |
| Lully                        | 736                          | 2.06                         |                              |
| Lussy-sur-Morges             | 568                          | 2.33                         |                              |
| Saint-Prex                   | 4747                         | 5.49                         |                              |
| Villars-sous-Yens            | 558                          | 3.06                         |                              |
| Yens                         | 987                          | 9.52                         |                              |

### Cambios en las comunas hasta 2008

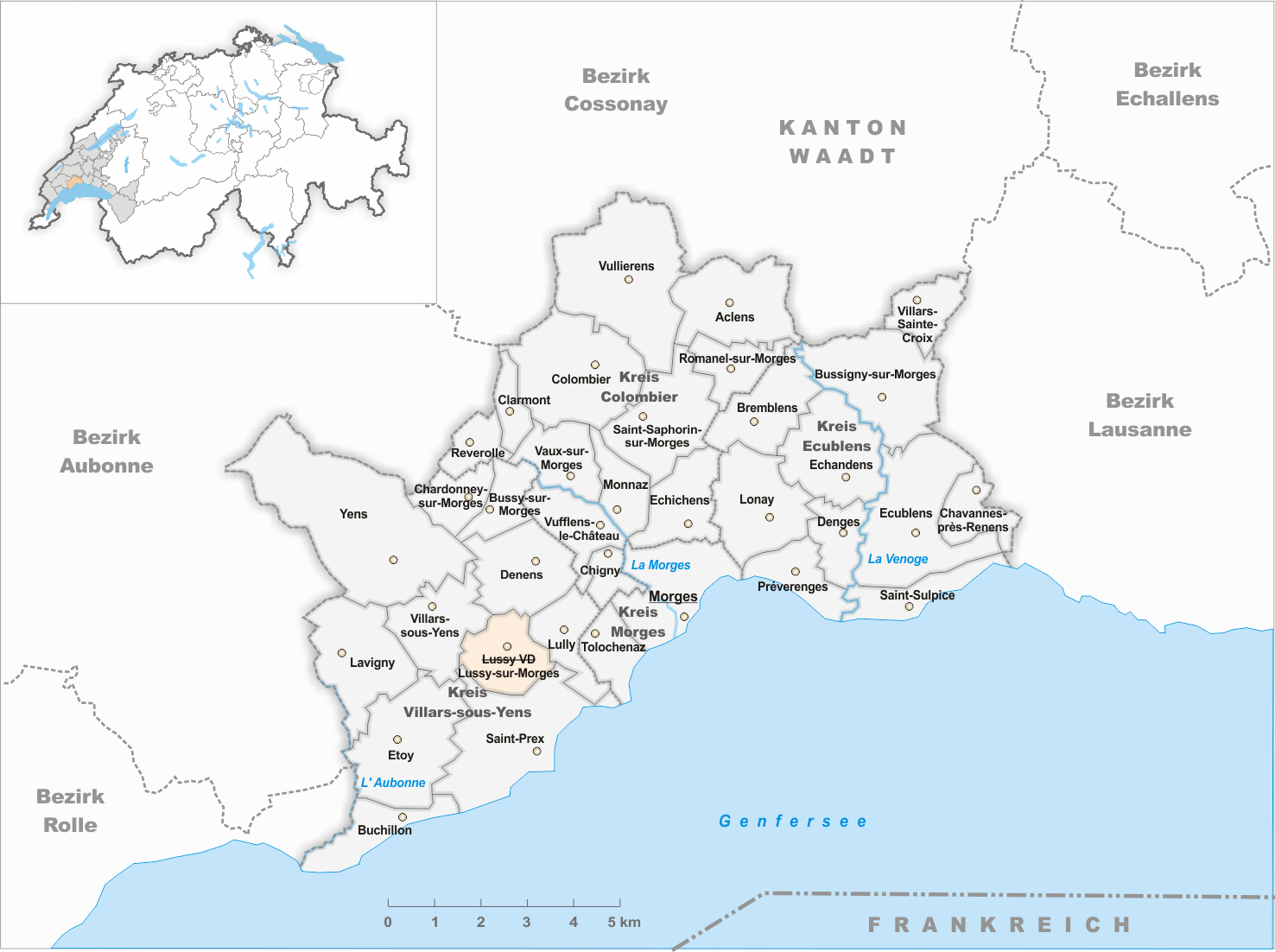
Comunas hasta 1952
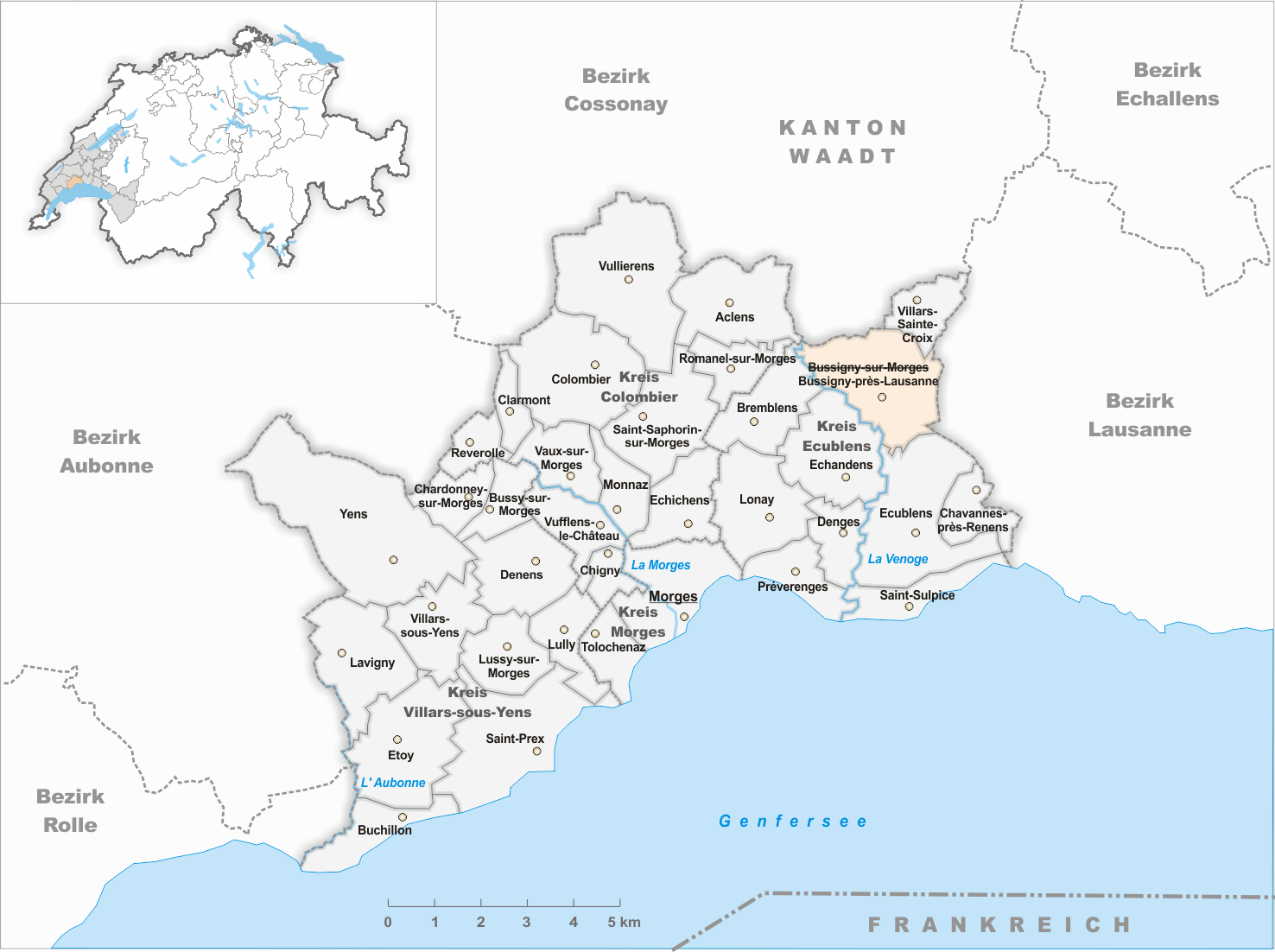
Comunas hasta 1958
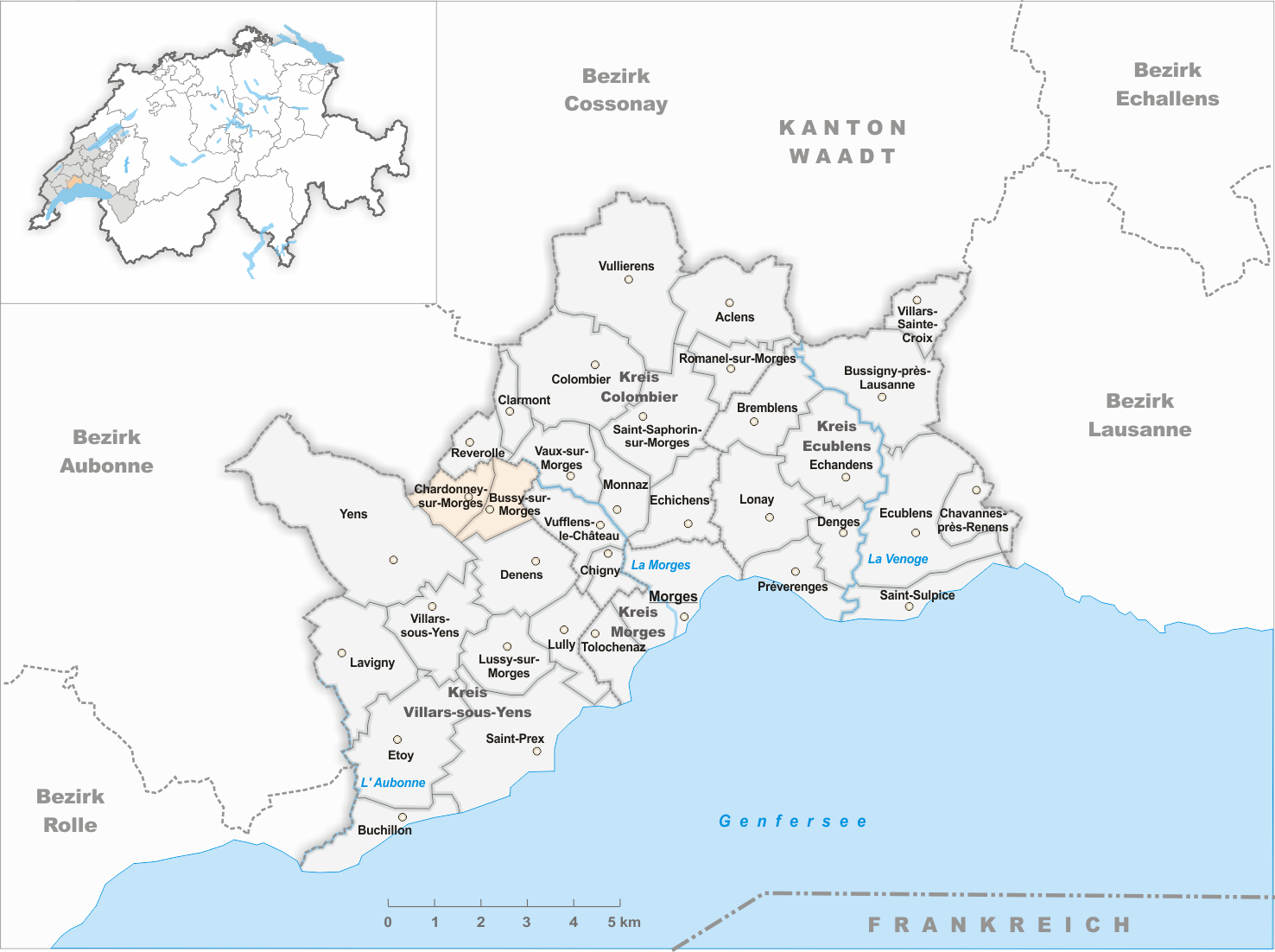
Comunas hasta 1960
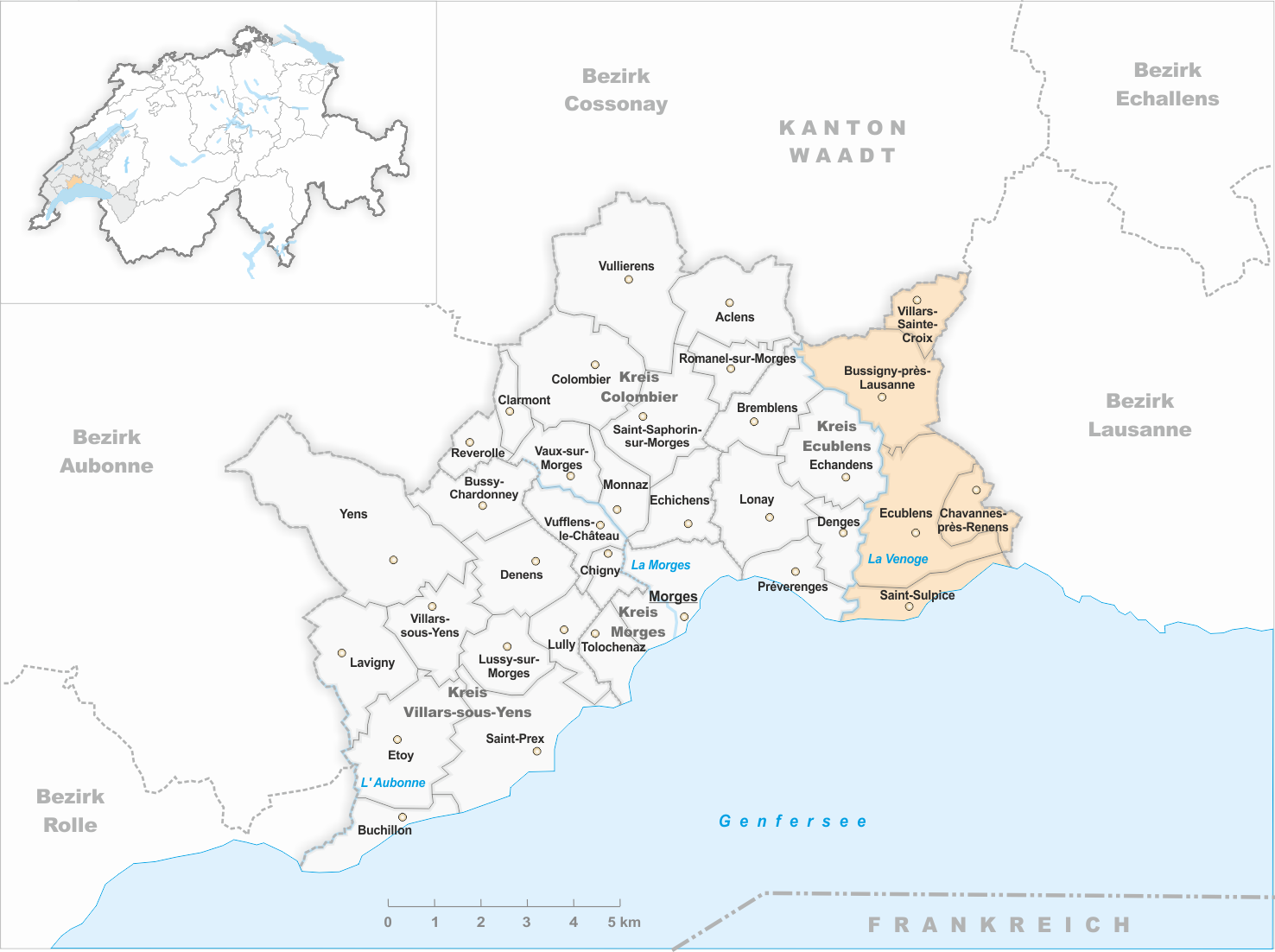
Comunas hasta 2007

- 1 de enero de 1953: cambio de nombre de Lussy VD  → Lussy-sur-Morges

- 1 de enero de 1959: cambio de nombre de Bussigny-sur-Morges  → Bussigny-près-Lausanne

- 1 de abril de 1961: fusión de Bussy-sur-Morges y Chardonney-sur-Morges  → Bussy-Chardonney

- 1 de enero de 2008: Cambio de distrito de las comunas de Bussigny-près-Lausanne, Chavannes-près-Renens, Ecublens, Saint-Sulpice y Villars-Sainte-Croix del distrito de Morges → distrito del Ouest lausannois